# Modolo
Modolo é uma comuna italiana da região da Sardenha, província de Oristano, com cerca de 176 habitantes. Estende-se por uma área de 2 km², tendo uma densidade populacional de 88 hab/km². Faz fronteira com Bosa, Flussio, Magomadas, Suni.